# Sussudio
Sussudio ist ein Funk-Song von Phil Collins. Er erschien 1985 auf dem Album No Jacket Required und wurde auch als Single ausgekoppelt.

## Produktion

Die Bläsersequenzen im Song wurden von The Phenix Horns eingespielt. In einem Interview sagte Collins, er habe den Text improvisiert, als er mit einem Oberheim-DMX-Drumcomputer experimentiert habe. Das Wort „Sussudio“ sei ursprünglich nur als Platzhalter gedacht gewesen, aber da er kein passendes Wort habe finden können, sei es bei dem Titel geblieben. Laut Collins handelt der Hit von einem Schuljungen, der sich in eine der Schülerinnen seiner Schule verliebt hat und es nicht wagt, diese anzusprechen.
Das Musikvideo wurde von Richard Branson in einem Pub gedreht. Neben Collins wirken im Video auch dessen langjährige Studiomusiker Chester Thompson (Schlagzeug) und Daryl Stuermer (Gitarre) mit. Als Bassist ist Leland Sklar zu sehen, der an den Studioaufnahmen jedoch nicht beteiligt war. Im Studio war ein Bass-Synthesizer eingesetzt worden.

## Rezeption
Die Kritiken zum Song fielen meist positiv aus. Kegan Hamilton von der Riverfront Times schrieb 2009, dass dieser Song der beste auf dem Album No Jacket Required sei, und zog Parallelen zum Film Flashdance.
Geoff Orens von Allmusic beschrieb das Stück im Rahmen der Albumkritik für No Jacket Required als „überholt“.
Robert Hillburn von der Los Angeles Times fand das Lied im Vergleich zu Collins’ anderen Werken „ausgelassener“ und stellte eine enge Verwandtschaft zur Musik von Prince fest. Collins selbst stritt eine Ähnlichkeit zwischen seinem Song und dem Prince-Titel 1999 nicht ab.
Michel R. Smith von The Daily Vault schrieb, dass Sussudio der beste Titel auf dem Album No Jacket Required sei, und bezeichnete ihn als „Monster-Track“. Weiter führte er aus: „So etwas hatte man damals noch nicht im Radio gehört. Der Titel Sussudio hat zwar keine Bedeutung, aber der Song war reine Magie.“
David Fricke vom Rolling Stone beschrieb 1985 in seiner Rezension zu No Jacket Required den Song mit seinen markanten Bläsersätzen als „langsam abgenutzt“.

## Kommerzieller Erfolg

### Chartplatzierungen
| ChartsChartplatzierungen       | Höchstplatzierung | Wochen |
| ------------------------------ | ----------------- | ------ |
| Deutschland (GfK)              | 17 (13 Wo.)       | 13     |
| Schweiz (IFPI)                 | 9 (9 Wo.)         | 9      |
| Vereinigte Staaten (Billboard) | 1 (17 Wo.)        | 17     |
| Vereinigtes Königreich (OCC)   | 12 (9 Wo.)        | 9      |

| ChartsJahrescharts (1985)      | Platzierung |
| ------------------------------ | ----------- |
| Vereinigte Staaten (Billboard) | 45          |

### Auszeichnungen für Musikverkäufe
| Land/Region                  | Auszeichnungen für Musikverkäufe (Land/Region, Auszeichnung, Verkäufe) | Verkäufe |
| ---------------------------- | ---------------------------------------------------------------------- | -------- |
| Neuseeland (RMNZ)            | Gold                                                                   | 15.000   |
| Vereinigte Staaten (RIAA)    | Gold                                                                   | 500.000  |
| Vereinigtes Königreich (BPI) | Silber                                                                 | 200.000  |
| Insgesamt                    | 1× Silber · 2× Gold ·                                                  | 715.000  |

Hauptartikel: Phil Collins/Auszeichnungen für Musikverkäufe

## Coverversionen
- 1998: Rakim
- 2001: Ol’ Dirty Bastard